# Luke's Movie Muddle
Luke's Movie Muddle er en amerikansk stumfilm fra 1916.

## Medvirkende
- Harold Lloyd som Luke
- Bebe Daniels
- Snub Pollard
- Charles Stevenson
- Billy Fay